# Bodlok běloprsý
Bodlok běloprsý (Acanthurus leucosternon, Bennett, 1833) je mořská paprskoploutvá ryba z čeledi bodlokovití žijící v teplých tropických vodách Indického oceánu a západního Pacifiku. Dožívá se od 1 roku až do 5 let. Vzácně žije do 11 let. 

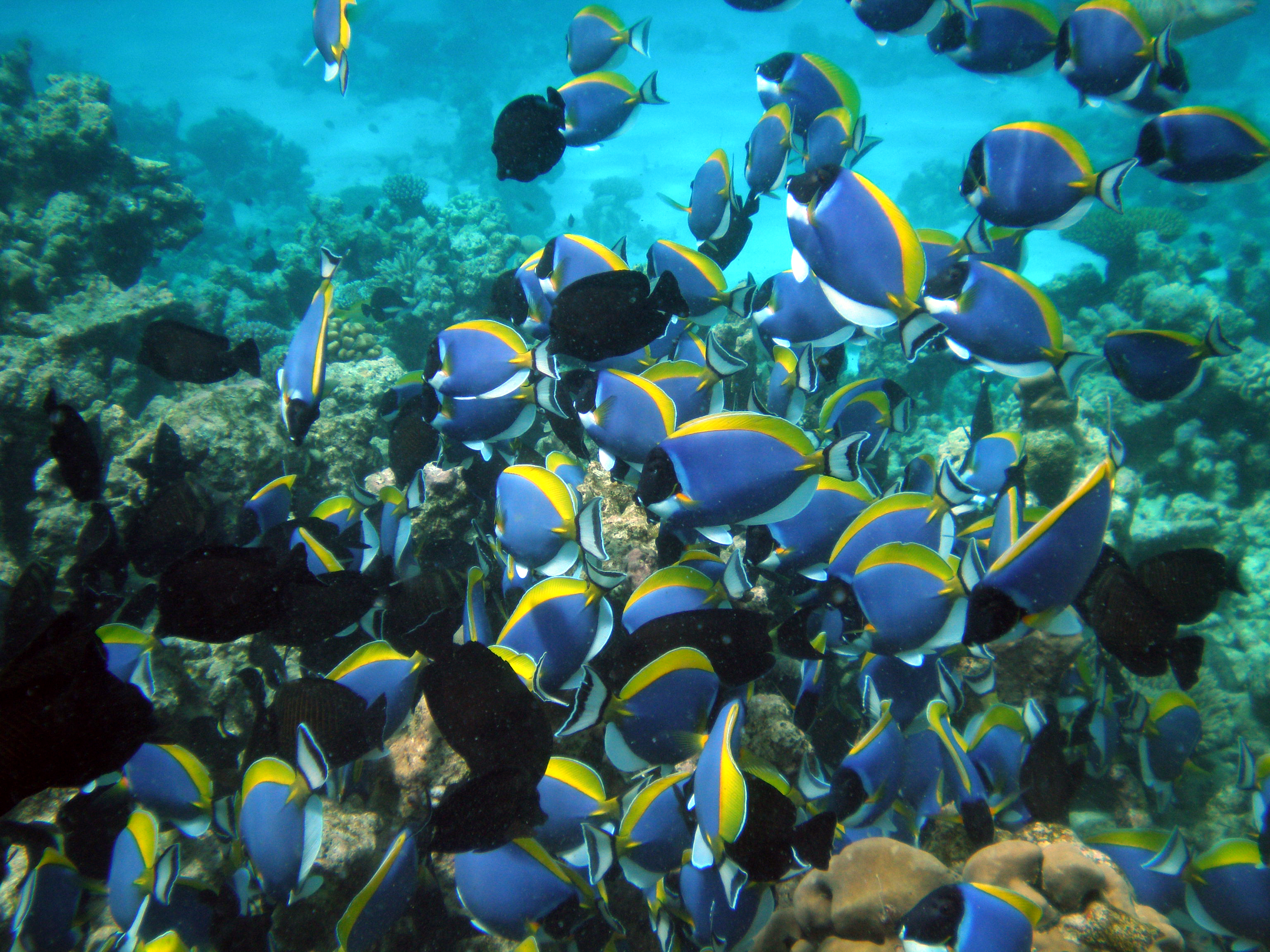
Bodlok běloprsý v hejnu

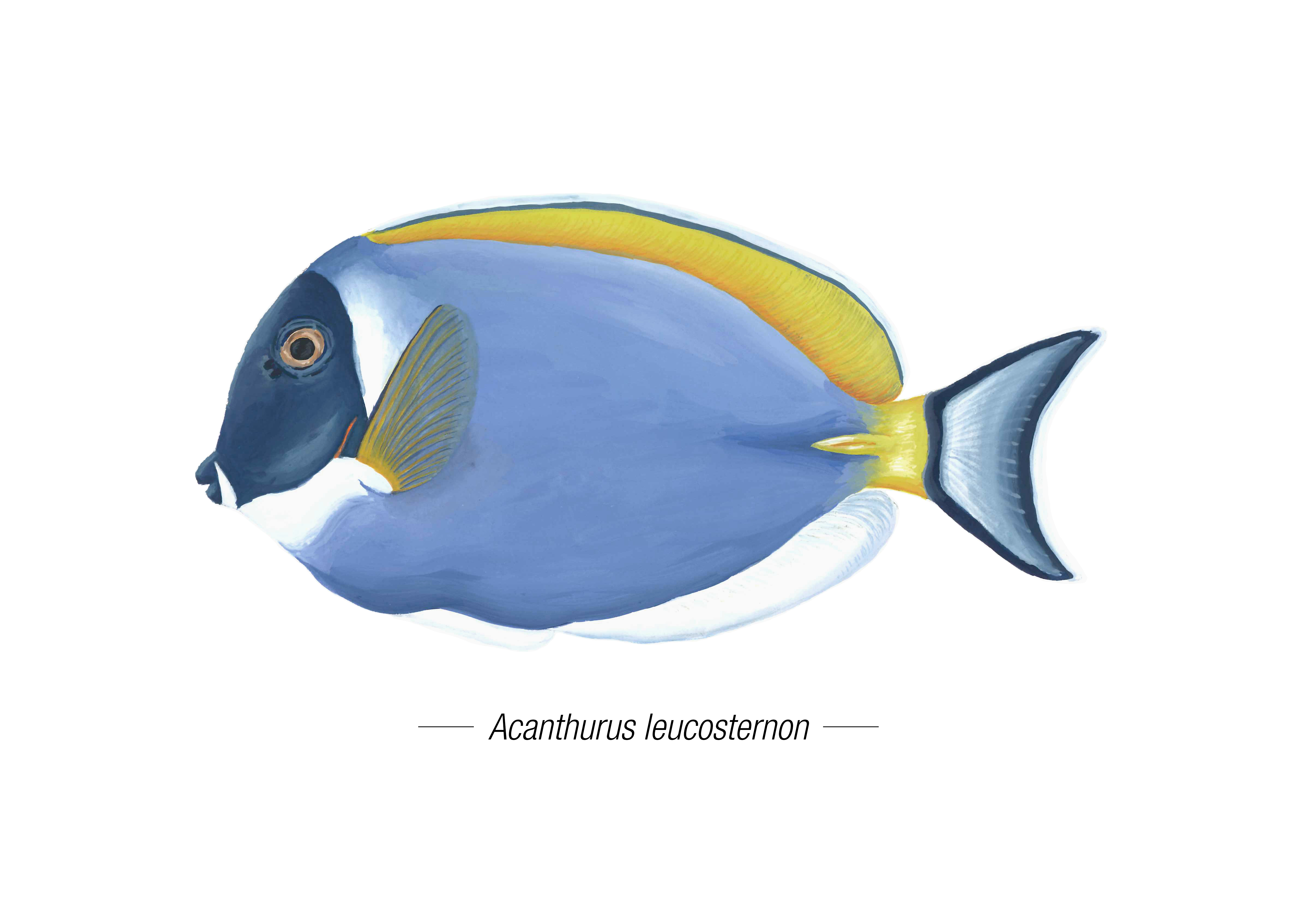
kresba Bodloka běloprsého

## Popis
Tělo je oblé, světle modře zbarvené. Hlava je černá s bílým pásem na spodní části. Ústa jsou zašpičatělá pro lepší dosažení řas ve štěrbinách. Hřbetní ploutev je žlutá, s bílým okrajem. Prsní a řitní ploutev je bílá. Ocasní ploutev je také bílá, s černým a bílým lemováním. Velikost dospělce je kolem 22 až 25 cm. Typickým je pro ně jeden až dva páry ostnů na ocasním nástavci, který používají při soubojích či obraně před predátorem. Dokáže výrazně měnit intenzitu svého zabarvení ve stresu, při nebezpečí nebo kvůli špatné zdravotní kondici. 

## Výskyt
Vyskytuje se v Indickém oceánu u východní Afriky až k Andamanskému moři a také v Tichém oceánu u Indonésie až k ostrovu Bali. Nalézá se i u Velkého bariérového útesu. 

## Ekologie
Obývá mělké, čisté pobřežní a ostrovní korálové útesy. Obvykle se vyskytuje na útesových plochách a podél horních mořských svahů do hloubky 25 metrů. Může žít jednotlivě, nebo ve velkých krmných agregacích. Monogamní. Krmí se bentickými řasami; na malých, řídce rozptýlených řasách a malých výrůstcích ve štěrbinách. Vhodná teplota vody mezi 23 až 28 °C.  

## Potrava
Živí se bentickými řasami, které porůstají útesy. Na útesu jich není mnoho, proto jednotlivci a skupiny bodloků bojují o potravní teritoria. 

## Rozmnožování
V zajetí se je zatím nepodařilo rozmnožit. Ve volné přírodě se třou v párech u korálových útesů. Podmínkou pro ně je čistá voda a dostatek korálů a úkrytů. 

## Význam
Velký význam mají na trhu s mořskou akvaristikou. Často se chovají ve společenských velkých akváriích, kde redukují řasu. Jsou to čilí dobří plavci, v akváriu jsou obtížnější na chov a jsou náchylnější k nemocím a kožním parazitům. V některých zemích jsou loveni a prodáváni na trhu pro maso. 

## Ochrana
Na červeném listu ohroženým druhů IUCN je hodnocen jako málo dotčený. Avšak úbytek korálových útesů se bude nejspíš postupně projevovat na jejich populaci. Na druhou stranu některé lokality, na kterých se vyskytují, jsou pod ochranou, což usnadňuje přetrvání populací bodloků. 